# Caleb Followill

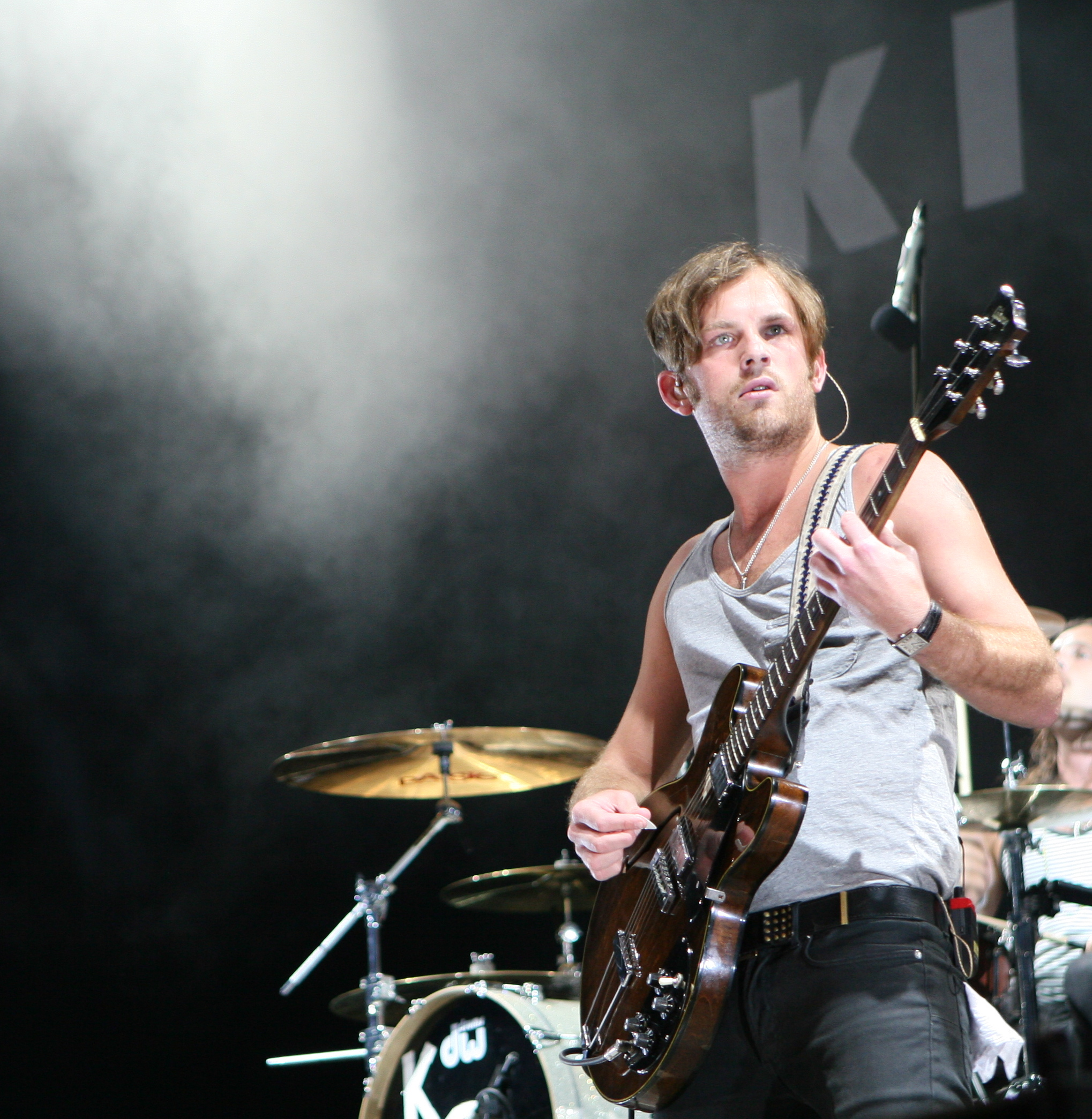
Caleb Followill

Anthony Caleb Followill, född 14 januari 1982, i Mount Juliet i Wilson County, en förstad till Nashville, Tennessee, är sångare och kompgitarrist i det amerikanska bandet Kings of Leon. Han är bror till Nathan Followill och Jared Followill som också de är med i bandet tillsammans med kusinen Matthew Followill.
Caleb är gift med modellen Lily Aldridge (sedan 2011) som man kan se bredvid honom i musikvideon till låten "Use Somebody". Paret har två barn (Dixie Pearl Followill f. 21 juni 2012 och Winston Roy Followill f. 29 januari 2019).

## Diskografi med Kings of Leon
Studioalbum
- 2003 – Youth and Young Manhood
- 2004 – Aha Shake Heartbreak
- 2007 – Because of the Times (med sången "Arizona")
- 2008 – Only by the Night
- 2010 – Come Around Sundown
- 2013 – Mechanical Bull
- 2016 – WALLS
- 2021 – When You See Yourself